# Platterbsen
Die Platterbsen (Lathyrus), seltener auch Blatterbsen, sind eine Pflanzengattung in der Unterfamilie Schmetterlingsblütler (Faboideae) innerhalb der Familie der Hülsenfrüchtler (Fabaceae). Die etwa 160 Arten kommen hauptsächlich in den gemäßigten Gebieten der Nordhalbkugel vor.

## Beschreibung und Inhaltsstoffe

### Vegetative Merkmale
Die Platterbsen-Arten sind einjährige oder ausdauernde krautige Pflanzen, Ausläufer können vorkommen. Bei einigen Arten sind die Stängel geflügelt. Die je nach Art wechselständigen oder gegenständigen Laubblätter sind meistens paarig gefiedert und enden in einer Ranke. Seltener sind die Laubblätter zu einer Ranke oder zu einem grasartigen Phyllodium reduziert. Die Fiederblättchen sind meistens parallelnervig. Die Nebenblätter sind meistens krautig.

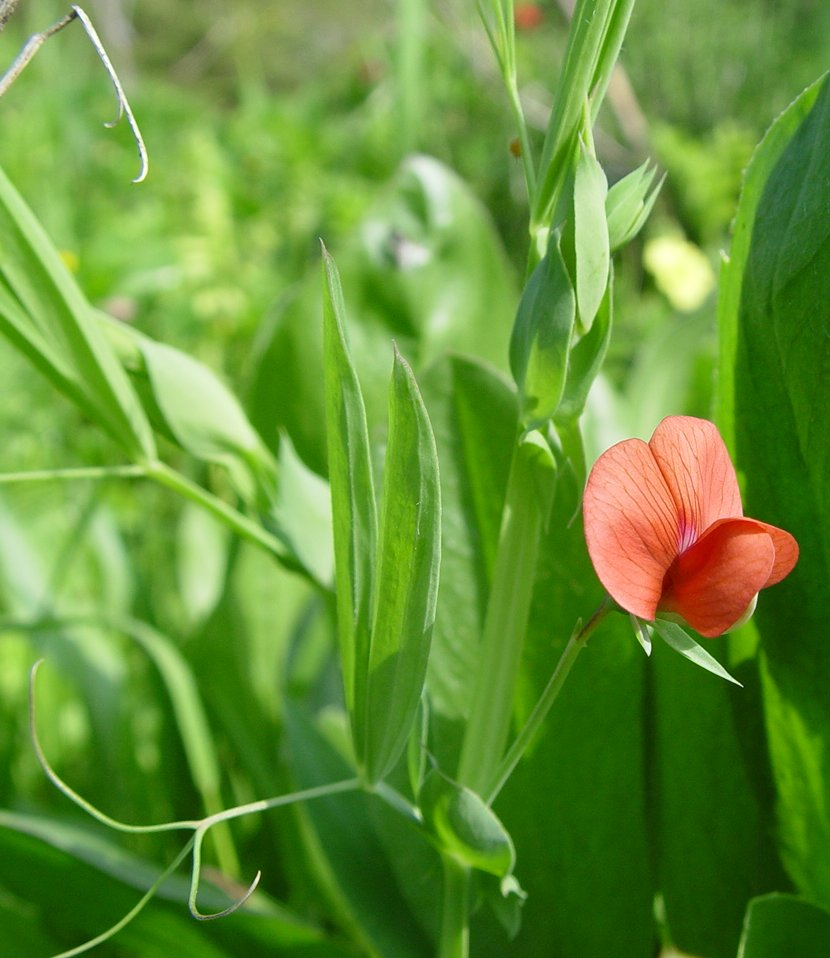
Sektion Lathyrus: Rote Platterbse (Lathyrus cicera)

### Generative Merkmale
Die seitenständigen, mehr oder weniger lang gestielten, traubigen Blütenstände enthalten eine bis 30 Blüten. Die Deckblätter sind meist hinfällig und Vorblätter fehlen. Die zwittrigen Blüten sind zygomorph und fünfzählig mit doppelter Blütenhülle. Der Kelch ist radiärsymmetrisch bis zweilippig und meistens recht kurz. Das Schiffchen ist meistens gekrümmt und eher stumpf. Das oberste der zehn Staubblätter ist frei, die Staubblattröhre ist rechtwinkelig abgeschnitten. Der Fruchtknoten ist gestielt bis annähernd sitzend. Der an der Oberseite häufig abgeflachte, gebogen bis gedrehte Griffel ist an der Oberseite und an den Rändern behaart, selten kahl. Bei manchen Arten ist die Blüte durch eine Drehung der Geschlechtssäule und des Schiffchens asymmetrisch.
Die meistens länglichen und abgeflachten Hülsenfrüchte springen zweiklappig auf und enthalten zwei bis mehrere Samen. 

## Inhaltsstoffe
Besonders die Samen enthalten bei mehreren Arten lathyrogene Aminosäuren, die L-Oxalyldiaminopropionsäure und -buttersäure. Sie sind dadurch giftig und lösen den sogenannten Lathyrismus aus. Verantwortlich dafür sind wahrscheinlich die Propionsäurederivate.

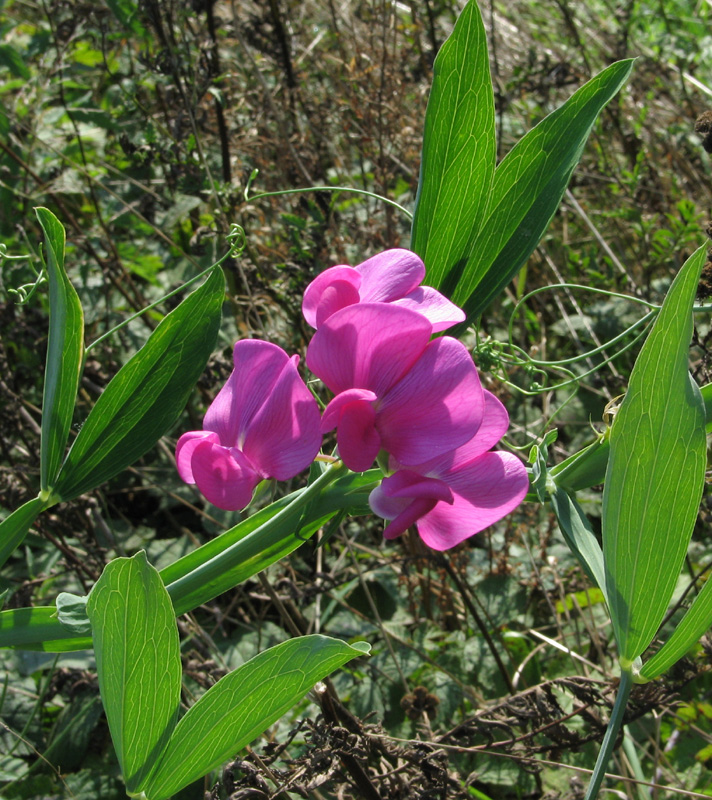
Sektion Lathyrus: Breitblättrige Platterbse (Lathyrus latifolius)

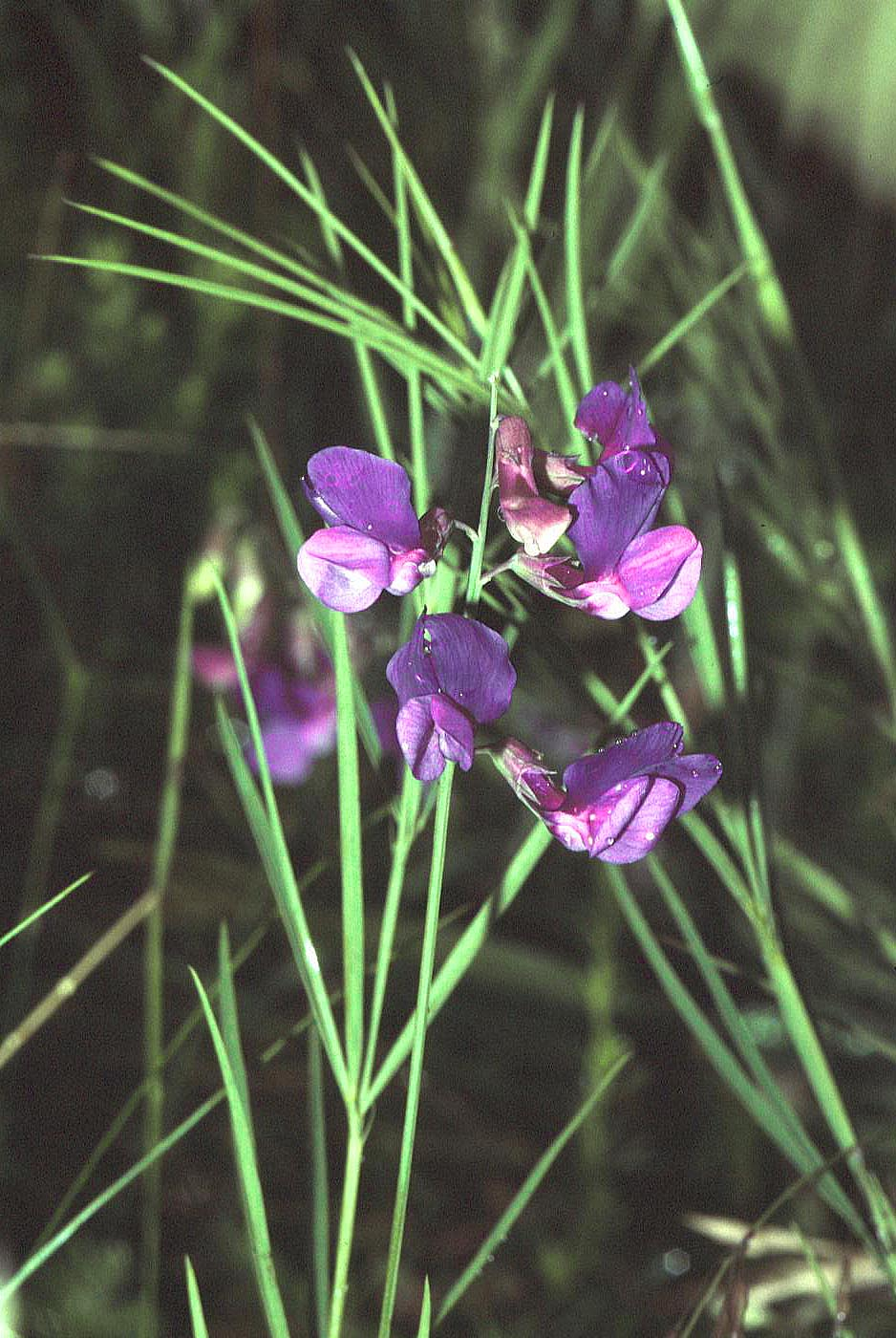
Sektion Lathyrostylis: Schwert-Platterbse (Lathyrus bauhini)

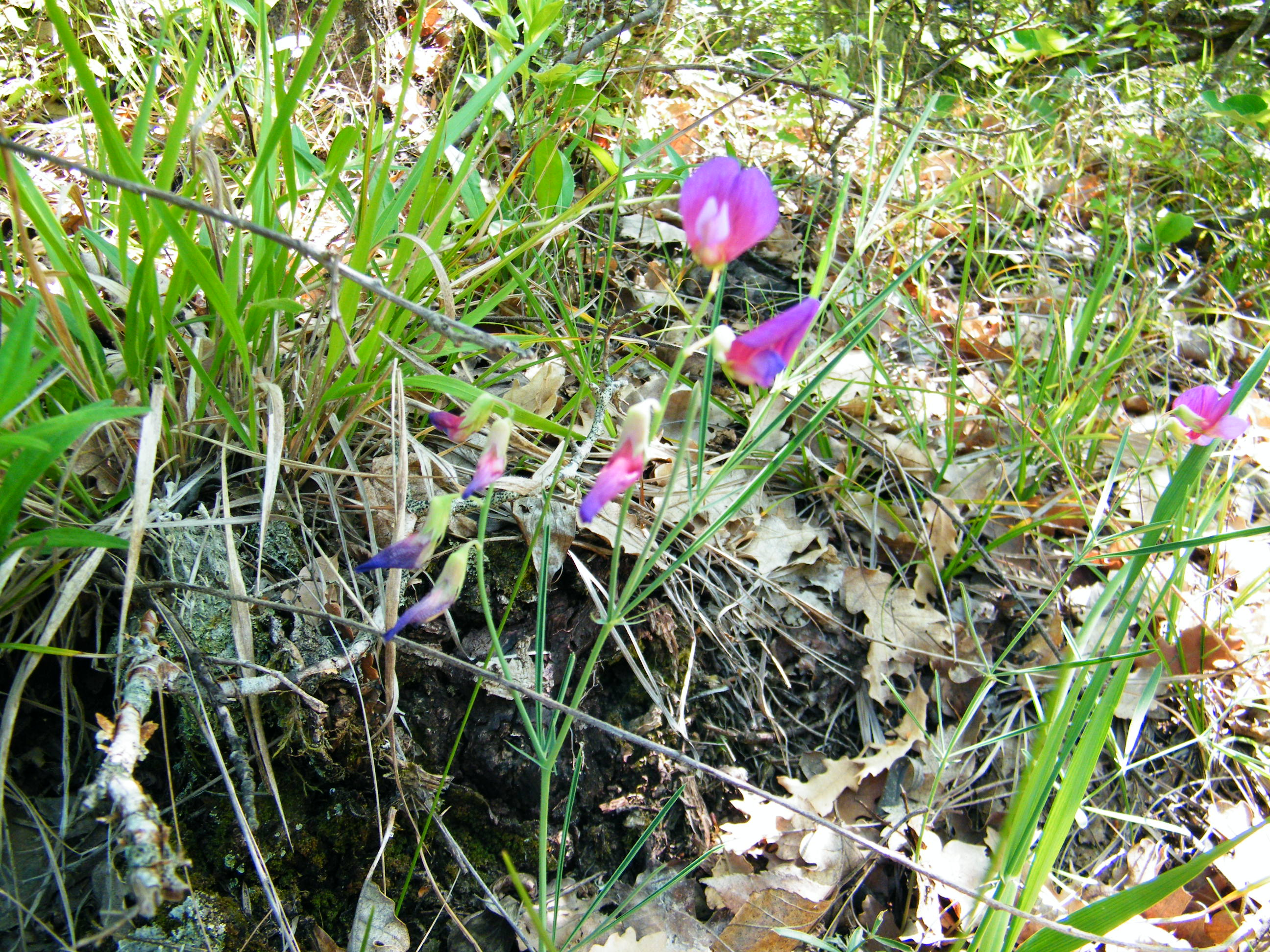
Sektion Lathyrostylis: Lathyrus digitatus

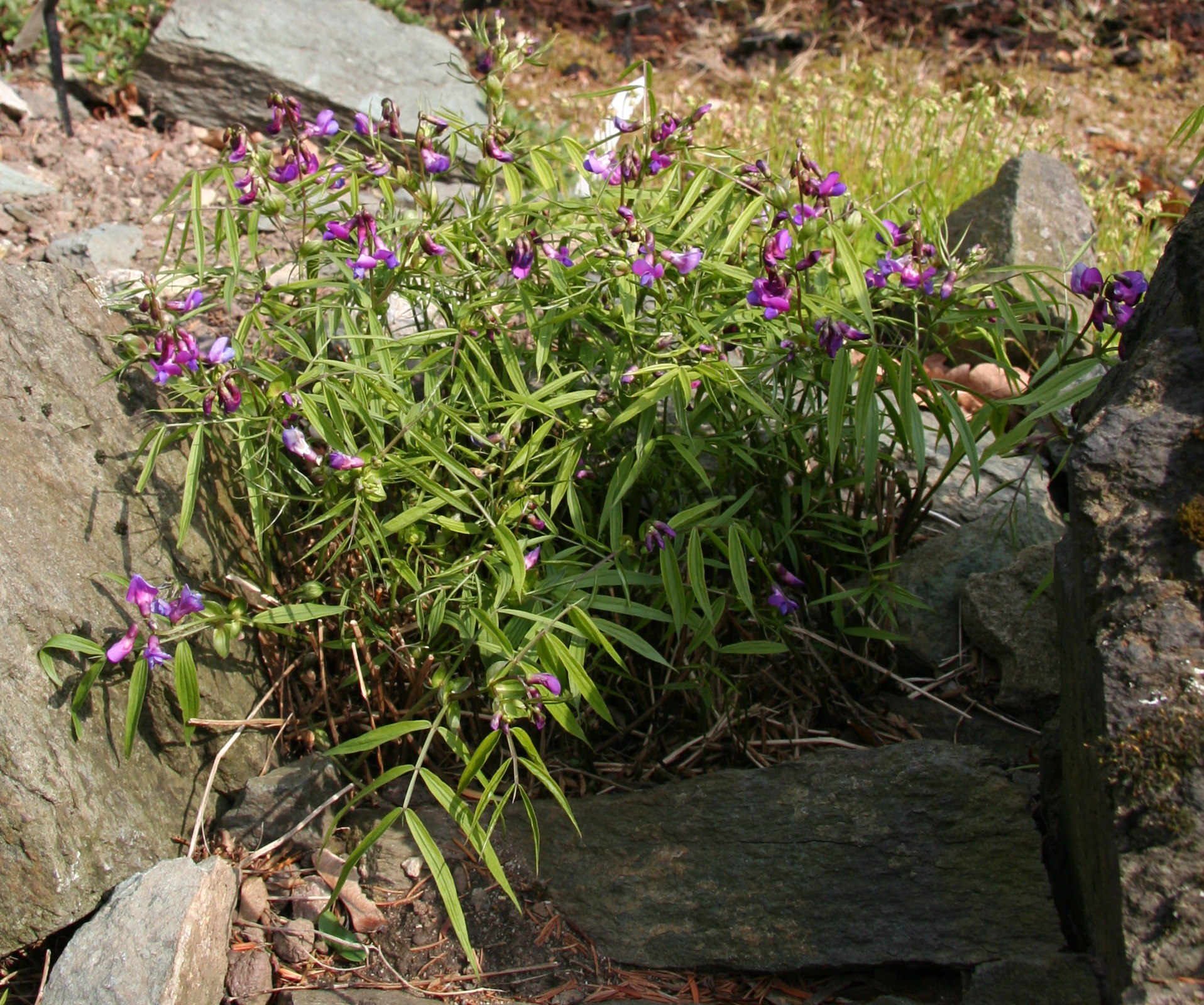
Sektion Orobus: Lathyrus alpestris

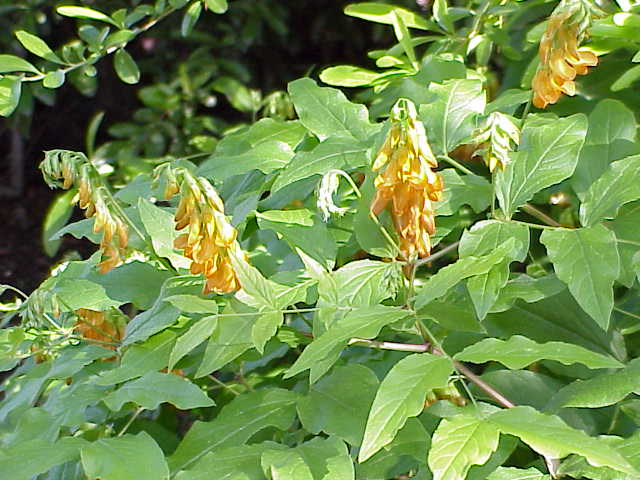
Sektion Orobus: Lathyrus aureus

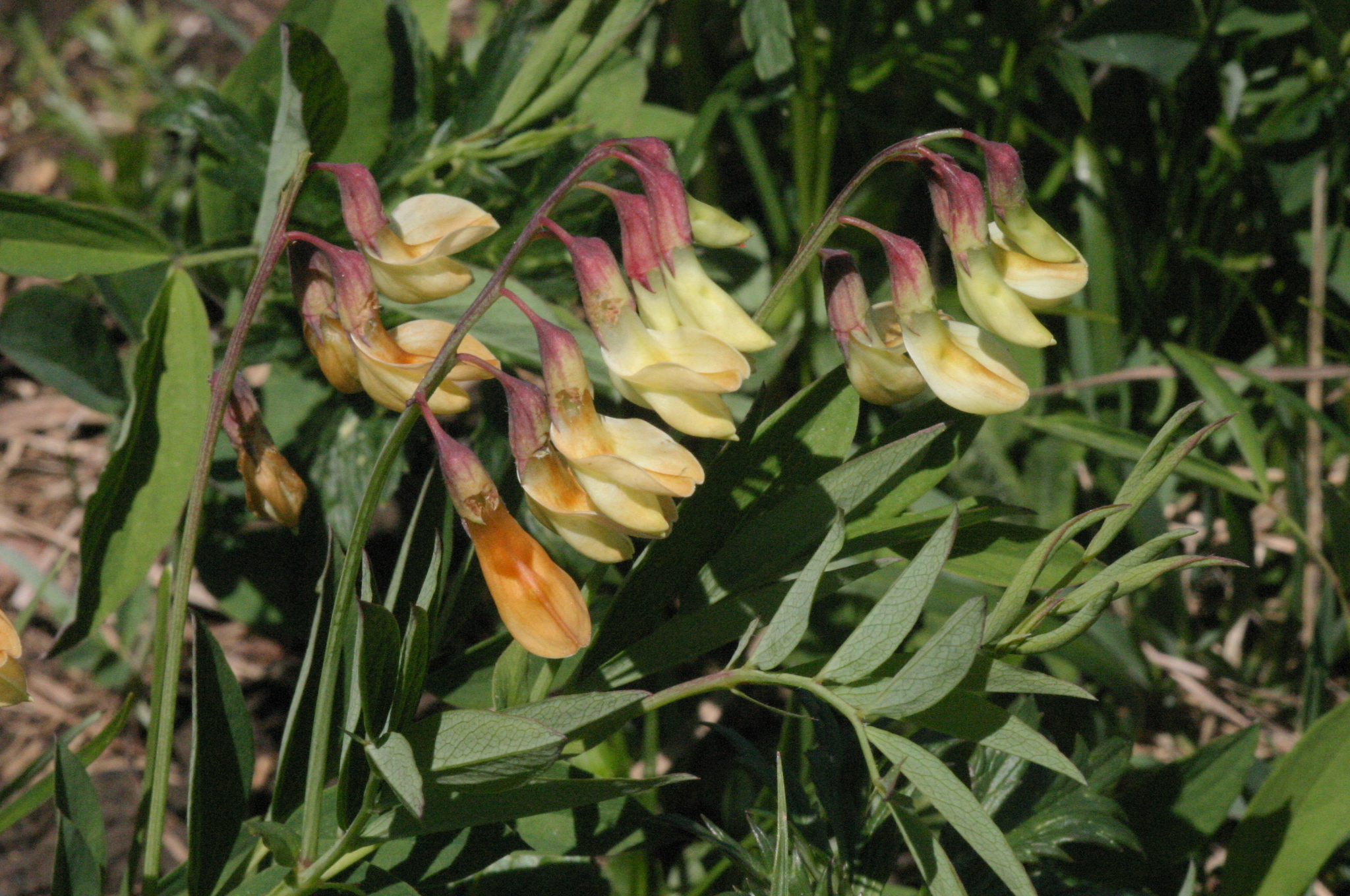
Sektion Orobus: Gelbe Platterbse (Lathyrus laevigatus)

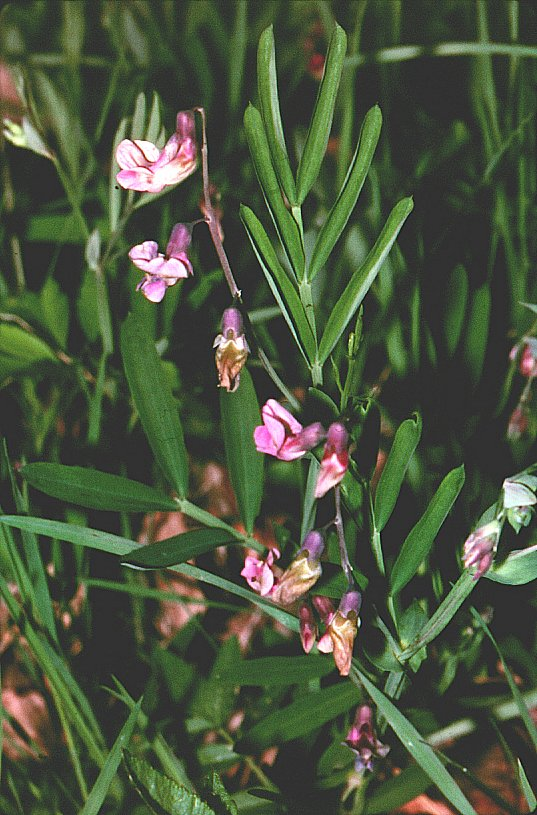
Sektion Orobus: Berg-Platterbse (Lathyrus linifolius)

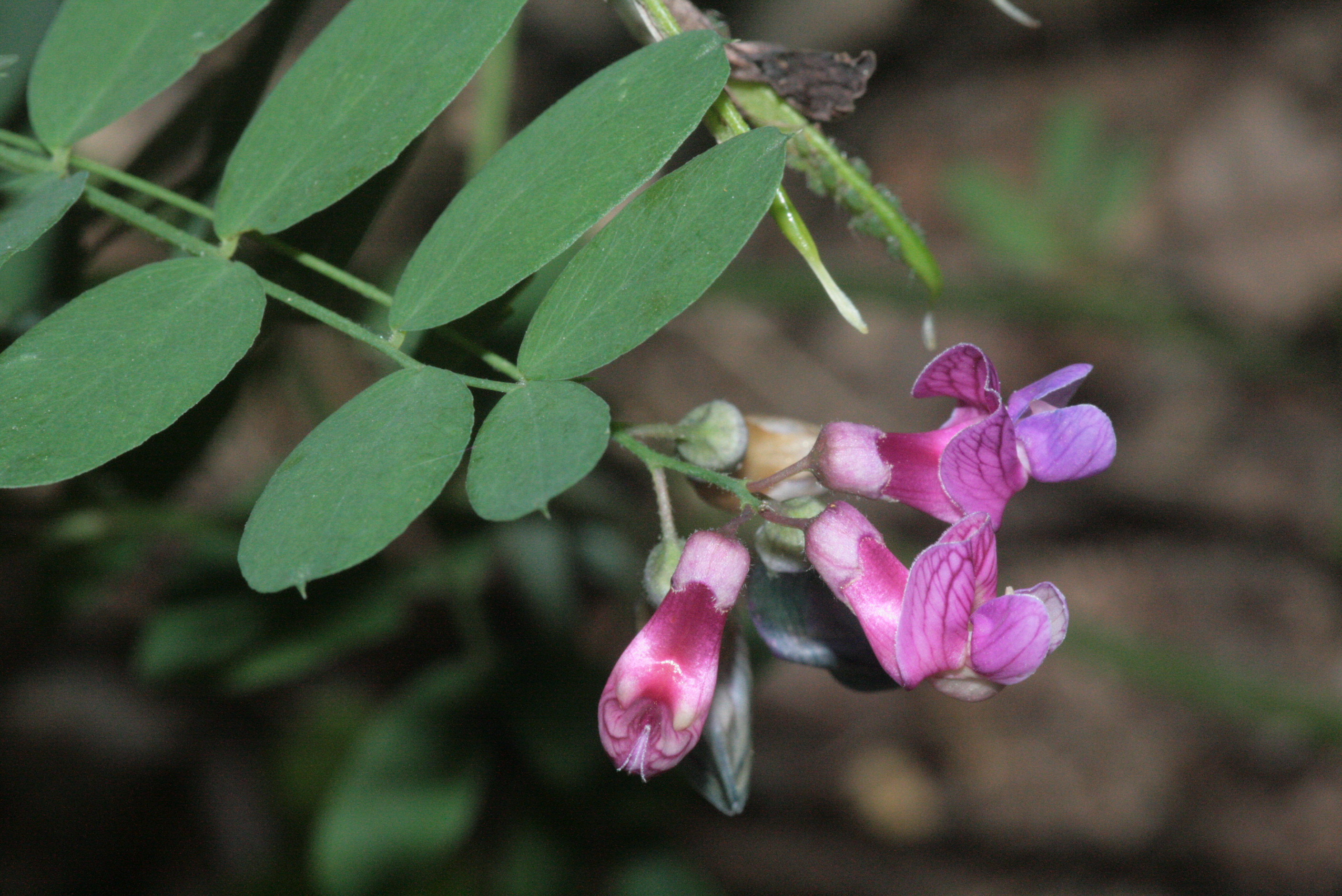
Sektion Orobus: Schwarzwerdende Platterbse (Lathyrus niger)

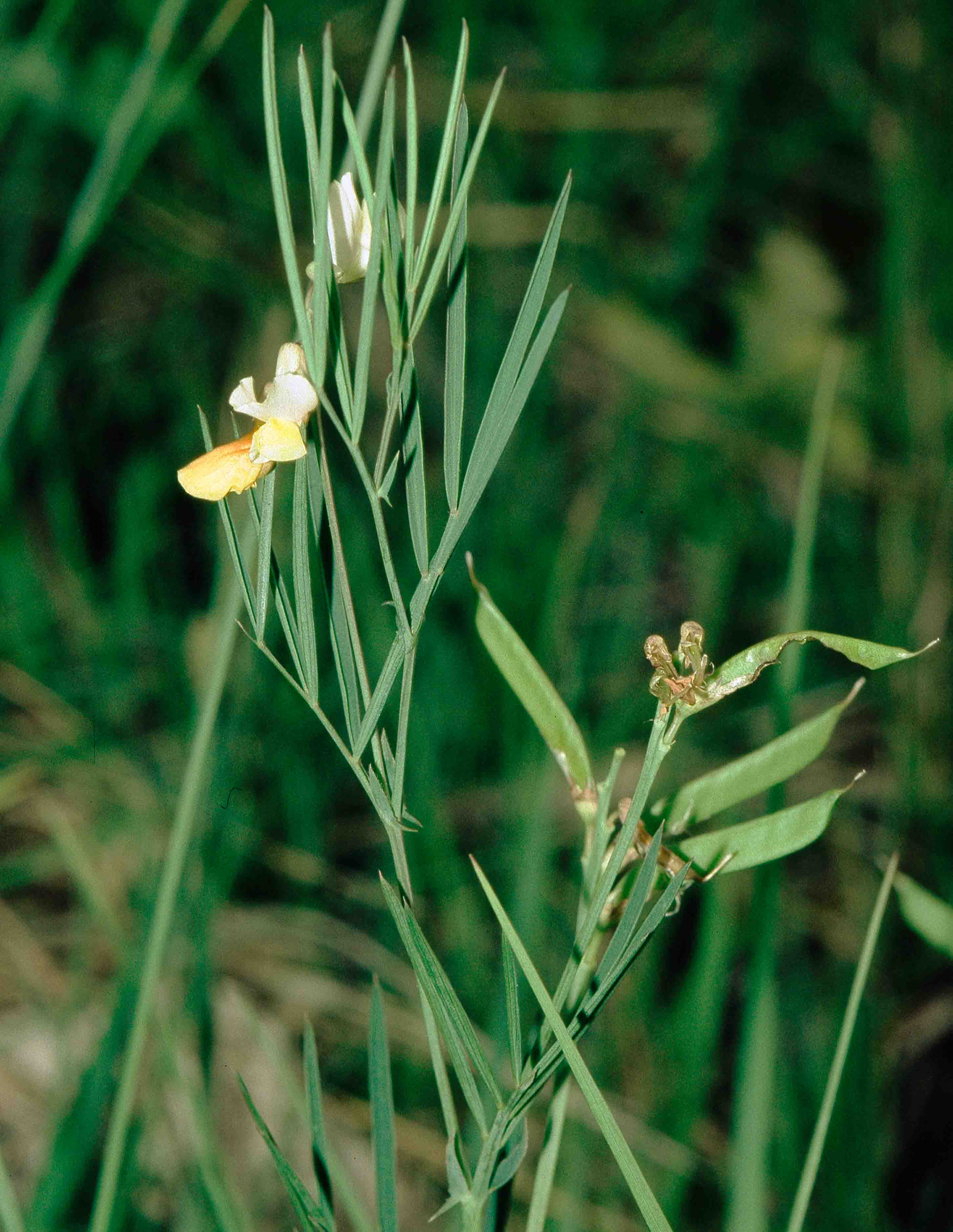
Sektion Orobus: Pannonische Platterbse (Lathyrus pannonicus)

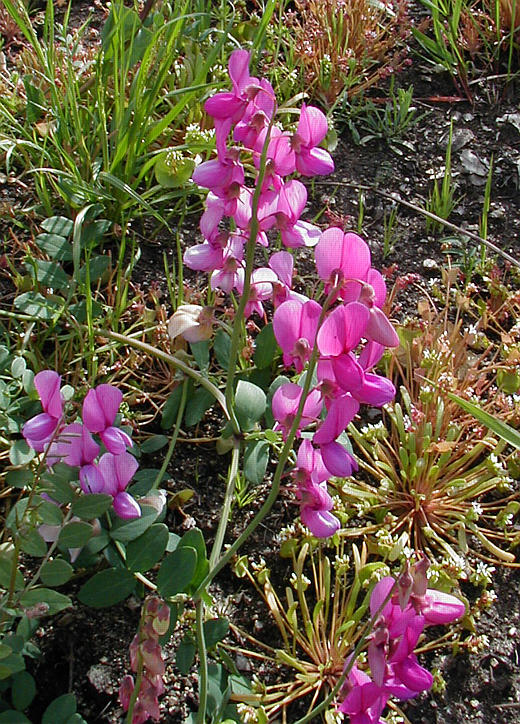
Sektion Orobus: Lathyrus vestitus subsp. alefeldii

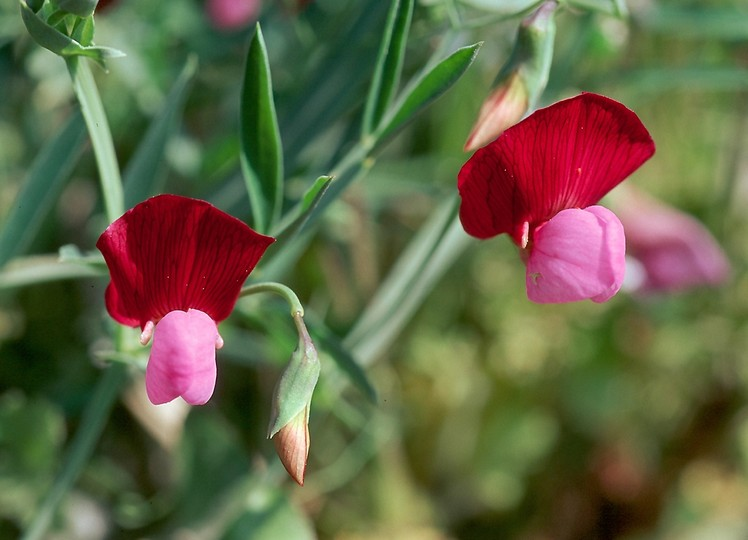
Sektion Clymenum: Purpur-Platterbse (Lathyrus clymenum)

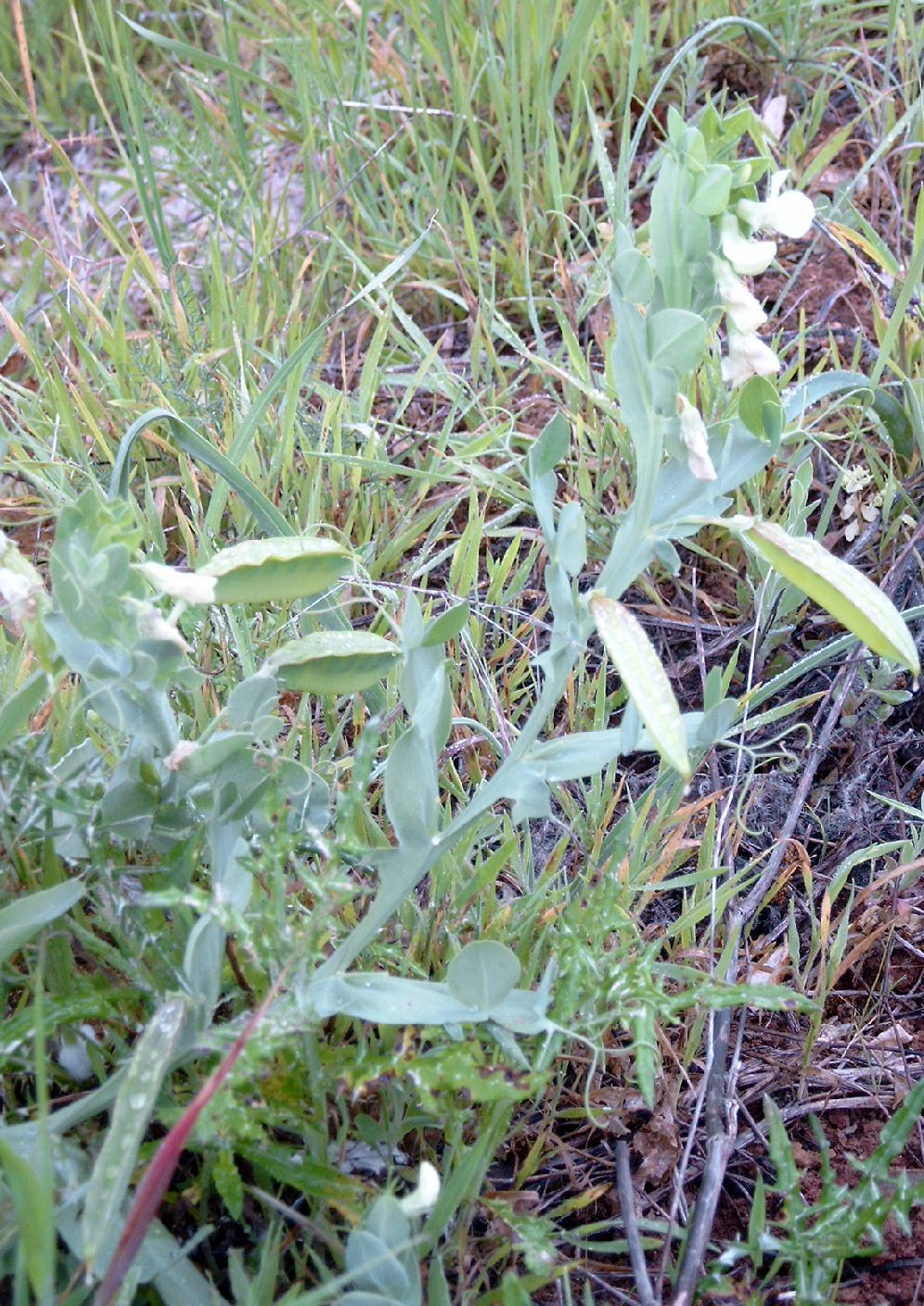
Sektion Clymenum: Flügel-Platterbse (Lathyrus ochrus)

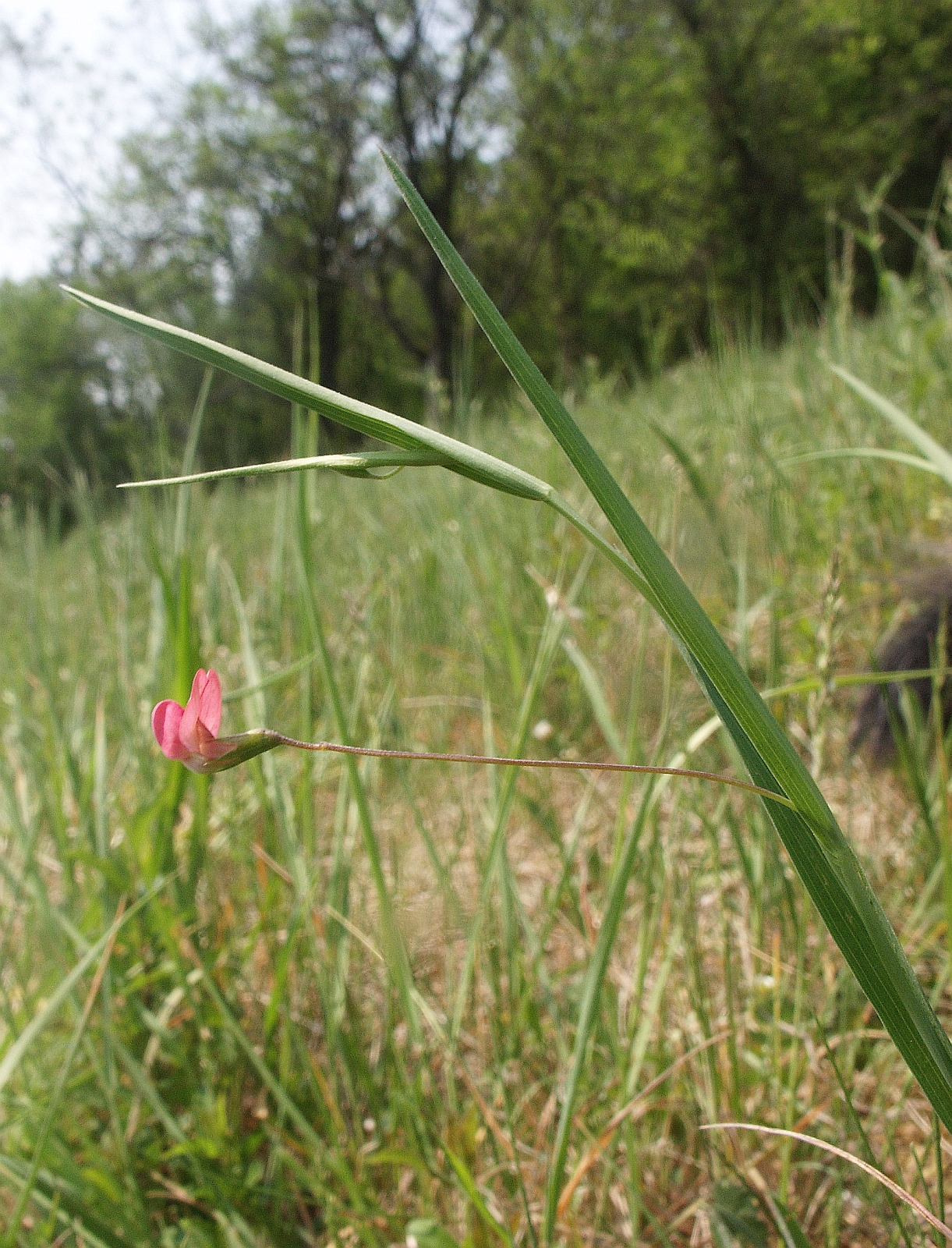
Sektion Nissolia: Gras-Platterbse (Lathyrus nissolia)

## Blütenbiologie
Blütenökologisch handelt es sich um nektarführende Schmetterlingsblumen mit einem Bürstenmechanismus. Die Bestäubung erfolgt vorwiegend durch Hautflügler (Hymenoptera). Einige Arten sind auch autogam, selten kommen auch bodennahe, kleistogame Blüten vor.

## Vorkommen
Die Platterbsen-Arten sind vor allem in den temperaten Gebieten der Nordhemisphäre beheimatet, einige Arten reichen bis ins tropische Ostafrika und ins temperate Südamerika. In den Tropen fehlen sie. Das Mannigfaltigkeitszentrum liegt in den östlichen Teilen des Mittelmeergebietes, kleinere Zentren gibt es in Nord- und Südamerika.
Die Platterbsen-Arten wachsen an vielfältigen Standorten wie offenen Wäldern, Waldrändern, Wiesen, Weiden, Äckern, Berghängen, Marschen, Küsten, Sanddünen und Straßenrändern.

## Systematik
Synonyme für Lathyrus L. sind: Aphaca Mill., Konxikas Raf., Orobus L.
Die Gattung Platterbsen (Lathyrus) gehört zur Tribus Fabeae (Synonym: Vicieae) in der Unterfamilie der Faboideae. Sie bildet mit rund 160 Arten die artenreichste Gattung. Sie wird in mehrere Sektionen untergliedert, was großteils auch durch molekulargenetische Analysen gestützt wird. Hier eine Liste mit ausgewählten Arten:
- Sektion Lathyrus: Sie enthält etwa 34 Arten, darunter:
  - Einjährige Platterbse (Lathyrus annuus L.); Heimat: Europa, Nordafrika, Vorder- bis Zentralasien
  - Rote Platterbse (Lathyrus cicera L.); Heimat: Europa, Nordafrika, Vorder- bis Zentralasien
  - Duftende Platterbse, umgangssprachlich Duft-Wicke oder Gartenwicke (Lathyrus odoratus L.); Heimat: Süditalien, Sizilien, Ägäis, sonst teilweise eingebürgert
  - Lathyrus rotundifolius Willd.; Heimat: Osteuropa und Vorderasien
  - Saat-Platterbse (Lathyrus sativus L.): Die Heimat ist vielleicht Westasien, in Nordafrika, Europa und Vorderasien ist die Art eingebürgert.
  - Lathyrus setifolius L.; kommt im Mittelmeergebiet vor
  - Wald-Platterbse (Lathyrus sylvestris L.)
  - Tanger-Platterbse (Lathyrus tingitanus L.)
  - Knollen-Platterbse (Lathyrus tuberosus L.)

- Sektion Lathyrostylis (Griseb.) Bässler: Sie enthält etwa 20 ausdauernde, aufrecht wachsende Arten, darunter:
  - Lathyrus digitatus (M.Bieb.) Fiori; Heimat: östliches Mittelmeergebiet, Südosteuropa, Kleinasien, Italien, Libyen
  - Lathyrus filiformis (Lam.) Gay; Heimat: Spanien, Frankreich, Italien, Algerien, Marokko
  - Lathyrus pallescens (M.Bieb.) K.Koch; kommt in Südosteuropa und in Kleinasien vor
  - Lathyrus spathulatus Čelak.; Heimat: Vorderasien

- Sektion Linearicarpus Kupicha: Sie enthält etwa sieben Arten, darunter:
  - Lathyrus angulatus L.; kommt in Südeuropa und Nordafrika vor
  - Kugelsamige Platterbse (Lathyrus sphaericus Retz.); Heimat: Europa, Nordafrika, Asien

- Sektion Notholathyrus Kupicha: Sie enthält etwa 23 Arten, darunter:
  - Lathyrus hookeri G.Don, kommt in Chile vor
  - Lathyrus magellanicus Lam., kommt in Südamerika vor
  - Lathyrus multiceps Clos, kommt in Chile vor
  - Lathyrus nervosus Lam., kommt in Südamerika vor
  - Lathyrus pubescens Hook. & Arn., kommt in Chile vor
  - Lathyrus subandinus Phil., kommt in Chile vor

- Sektion Orobus (L.) Gren. & Godr.: Wird von manchen Autoren als eigene Gattung geführt, was durch molekulargenetische Studien nicht gestützt wird. Sie enthält etwa 50 Arten, darunter:
  - Lathyrus alpestris (Waldst. & Kit.) Čelak.; Heimat: Balkanhalbinsel
  - Lathyrus aureus (Steven) D.Brândza; kommt auf der Balkanhalbinsel und in Kleinasien vor
  - Lathyrus davidii Hance; Heimat: Nordchina, Amurgebiet, Japan, Korea, Russland
  - Lathyrus delnorticus C.L. Hitchc., kommt in den USA vor
  - Lathyrus glandulosus Broich, kommt in Kalifornien vor
  - Lathyrus gmelinii Fritsch; Heimat: Ural, Zentralasien, China (Xinjiang)
  - Lathyrus holochlorus (Piper) C.L.Hitchc.: Heimat: Oregon
  - Lathyrus humilis (Ser.) Spreng.; Heimat: Ural und Asien
  - Strand-Platterbse (Lathyrus japonicus Willd.; inkl. Lathyrus maritimus Bigelow)
  - Lathyrus jepsonii Greene, kommt in Kalifornien vor
  - Lathyrus komarovii Ohwi; kommt in China, Korea und Russland vor
  - Gelbe Platterbse (Lathyrus laevigatus (Waldst. & Kit.) Gren.); Heimat: Europa
  - Lathyrus lanszwertii Kellogg, kommt in Nordamerika vor
  - Berg-Platterbse (Lathyrus linifolius (Reichard) Bässler, Syn.: Lathyrus montanus Bernh.)
  - Lathyrus littoralis (Torr. & A.Gray) Walp., kommt in Nordamerika vor
  - Lathyrus nevadensis S.Watson, kommt in Kalifornien vor
  - Schwarzwerdende Platterbse (Lathyrus niger (L.) Bernh.)
  - Sumpf-Platterbse (Lathyrus palustris L.)
  - Erbsenartige Platterbse (Lathyrus pisiformis L.); kommt in Mittel- und Osteuropa vor
  - Lathyrus polyphyllus Torr. & A. Gray, kommt in Nordamerika vor
  - Lathyrus quinquenervius (Miq.) Litv.; kommt in Russland, China, Korea und Japan vor
  - Lathyrus rigidus T.G.White, kommt in Nordamerika vor
  - Lathyrus splendens Kellogg, kommt in Kalifornien vor
  - Lathyrus sulphureus Brewer ex A.Gray, kommt in Kalifornien vor
  - Lathyrus transsylvanicus (Spreng.) Rchb.; Heimat: Karpaten
  - Lathyrus vaniotii H.Lév., kommt in China und Korea vor
  - Frühlings-Platterbse (Lathyrus vernus (L.) Bernh.)
  - Lathyrus vestitus Torr. & A.Gray, kommt in Nordamerika vor

- Sektion Aphaca (Adans.) Rchb.: Sie enthält etwa zwei Arten, darunter:
  - Ranken-Platterbse (Lathyrus aphaca L.; inkl. Lathyrus pseudoaphaca Boiss.)

- Sektion Pratenses: Sie enthält etwa sechs Arten, darunter:
  - Lathyrus laxiflorus (Desf.) Kuntze; Heimat: Italien, Balkanhalbinsel, Krim, Vorderasien
  - Wiesen-Platterbse (Lathyrus pratensis L.)

- Sektion Clymenum (Mill.) Ser.: Sie enthält drei oder vier Arten:
  - Purpur-Platterbse (Lathyrus clymenum L.); Heimat: Südeuropa, Türkei, Nordafrika
  - Lathyrus gloeospermus Warb. & Eig; Heimat: Libanon, Syrien, Palästina
  - Flügel-Platterbse (Lathyrus ochrus (L.) DC.); Heimat: Südeuropa, Nordafrika, Vorderasien

- Sektion Neurolobus: Sie enthält nur eine Art:
  - Lathyrus neurolobus Boiss. & Heldr.; Heimat: Kreta

- Sektion Nissolia (Adans.) Rchb.: Sie enthält nur eine Art:
  - Gras-Platterbse (Lathyrus nissolia L.)

Die in Mitteleuropa vorkommenden Arten sind:
- Ranken-Platterbse (Lathyrus aphaca L.)
- Schwertblättrige Platterbse oder Schwert-Platterbse (Lathyrus bauhini P.A.Genty)
- Verschiedenblättrige Platterbse (Lathyrus heterophyllus L.); Heimat: Mittel- und Südeuropa, Schweden
- Behaarte Platterbse (Lathyrus hirsutus L.)
- Gelbe Platterbse (Lathyrus laevigatus (Waldst. & Kit.) Gren.)
- Breitblättrige Platterbse (Lathyrus latifolius L.)
- Berg-Platterbse (Lathyrus linifolius (Reichard) Bässler)
- Strand-Platterbse (Lathyrus japonicus Willd., inkl. Lathyrus maritimus Bigelow)
- Schwarzwerdende Platterbse (Lathyrus niger (L.) Bernh.)
- Gras-Platterbse (Lathyrus nissolia L.)
- Wohlriechende Platterbse (Lathyrus odoratus L.)
- Sumpf-Platterbse (Lathyrus palustris L.)
- Pannonische Platterbse (Lathyrus pannonicus (Jacq.) Garcke)
- Erbsenartige Platterbse (Lathyrus pisiformis L.)
- Wiesen-Platterbse (Lathyrus pratensis L.)
- Saat-Platterbse (Lathyrus sativus L.)
- Kugelsamige Platterbse (Lathyrus sphaericus Retz.)
- Wald-Platterbse (Lathyrus sylvestris L.)
- Knollen-Platterbse (Lathyrus tuberosus L.)
- Bunte Platterbse oder Venezianische Platterbse (Lathyrus venetus (Mill.) Wohlf.); Heimat: Mittel-, Süd- und Südosteuropa, Türkei
- Frühlings-Platterbse (Lathyrus vernus (L.) Bernh.)

## Bedeutung
Unter den Platterbsen gibt es Nahrungs- und Futterpflanzen sowie Zierpflanzen. Einige Arten werden zur Stickstoffdüngung und als Dünenstabilisierer eingesetzt, wieder andere sind bedeutende Unkräuter.